# Abbaye-aux-Bois
L'abbaye-aux-Bois est un ancien couvent de bernardines situé à Paris au 16, rue de Sèvres et au 11, rue de la Chaise dans le 7e arrondissement.

## Historique

### L'abbaye picarde
Cette abbaye fut fondée en 1202 sous le nom de Notre-Dame-aux-Bois à Ognolles (diocèse de Noyon) par Jean II, seigneur de Nesle avant son départ pour la croisade. Elle fut probablement cistercienne dès sa fondation.
Elle se développe très vite, dotée presque exclusivement par la noblesse et la bourgeoisie locales, et protégée par les papes et les rois. La guerre de Cent Ans et les guerres du XVIe siècle et de la première moitié du XVIIe siècle laissent exsangue le monastère. En 1650, la communauté se réfugie à Compiègne.

### L'installation à Paris
Grâce à la protection d'Anne d'Autriche, la communauté se fixe finalement en 1654 à Paris en rachetant le monastère des Annonciades des Dix-Vertus de Notre-Dame, construit en 1638. L'acquisition est confirmée par des lettres patentes d'avril 1658. Malgré l'octroi de privilèges par les lettres de 1658, certaines religieuses décident de retourner dans l'ancienne abbaye en Picardie. Mais un incendie détruit leur église. La translation du titre de cette abbaye est finalement autorisée en 1667. 
Au début du XVIIIe siècle, l'abbaye, très délabrée, ne possède pas de chapelle. Louis XIV charge le chancelier de Pontchartrain de faire évaluer par Robert de Cotte le coût des réparations. En 1718, la nouvelle église, sous l'invocation de Notre Dame et de saint Antoine, est construite et le couvent est restauré sur les plans que de Cotte avait donnés dès 1715, notamment pour le retable. C'est pour elles que Marc-Antoine Charpentier a composé ses Leçons de ténèbres en 1680. La communauté, devenue très aristocratique par son recrutement, se consacre à l'éducation des jeunes filles de la très haute société, qui pouvaient payer jusqu'à 400 livres une année de scolarité. Vers 1779, l'aile ouest du cloître fut rebâtie sur les plans de l'architecte Edme Verniquet.

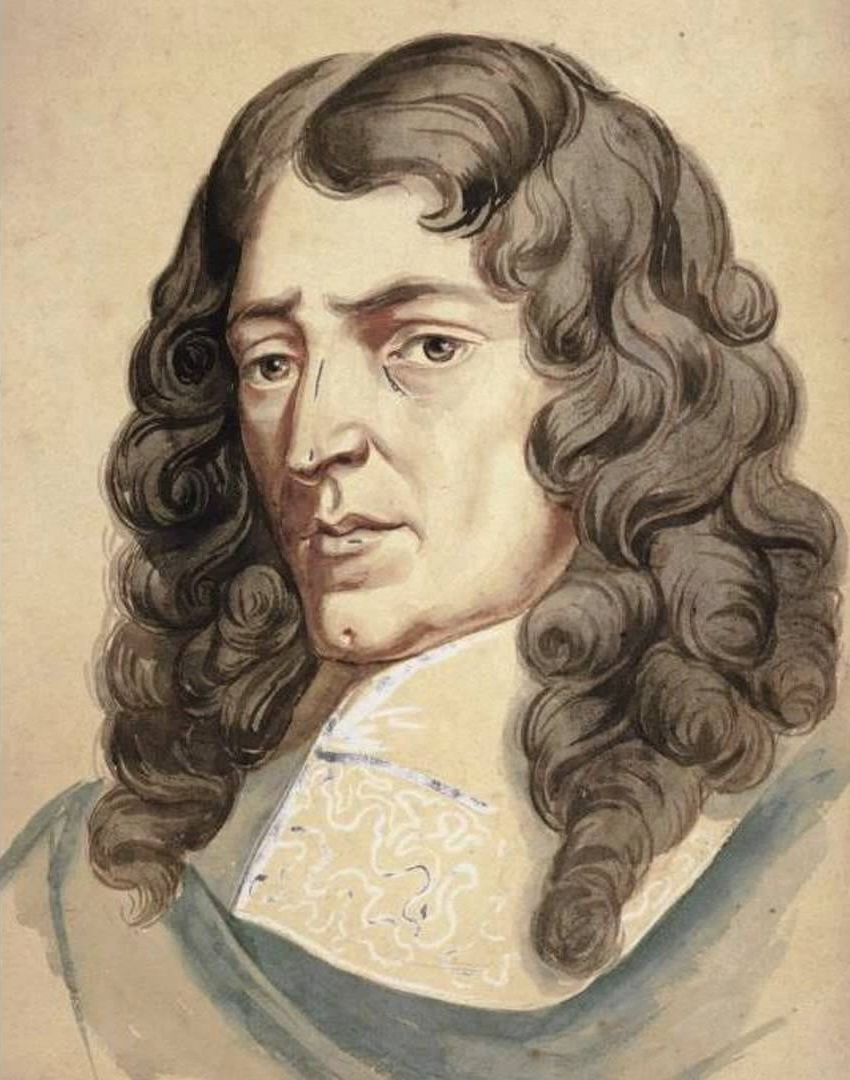
Marc-Antoine Charpentier, musicien de l'abbaye-au-Bois.

### La sécularisation partielle du couvent
Le couvent est supprimé en 1790. La propriété, qui s'étend sur 4 203 m2, devient bien national. Les bâtiments sont utilisés comme prison pendant la Terreur[réf. nécessaire]. Ils sont vendus le 5 frimaire an VI (25 novembre 1797) et transformés en habitations par des particuliers.
Seule l'église fut conservée en l'état, puis rendue au culte en 1802 où elle devint une annexe de la paroisse Saint-Thomas d'Aquin. La messe de funérailles de l'abbé Grégoire y est célébrée en 1831. Maurice de Guérin s'y marie en 1838.
Une ordonnance royale du 18 novembre 1827 permet l'installation définitive des chanoinesses de Saint-Augustin dans les bâtiments de la rue de Sèvres. Celles-ci y installent une maison d'éducation, et louent une partie à des dames seules de la haute société.

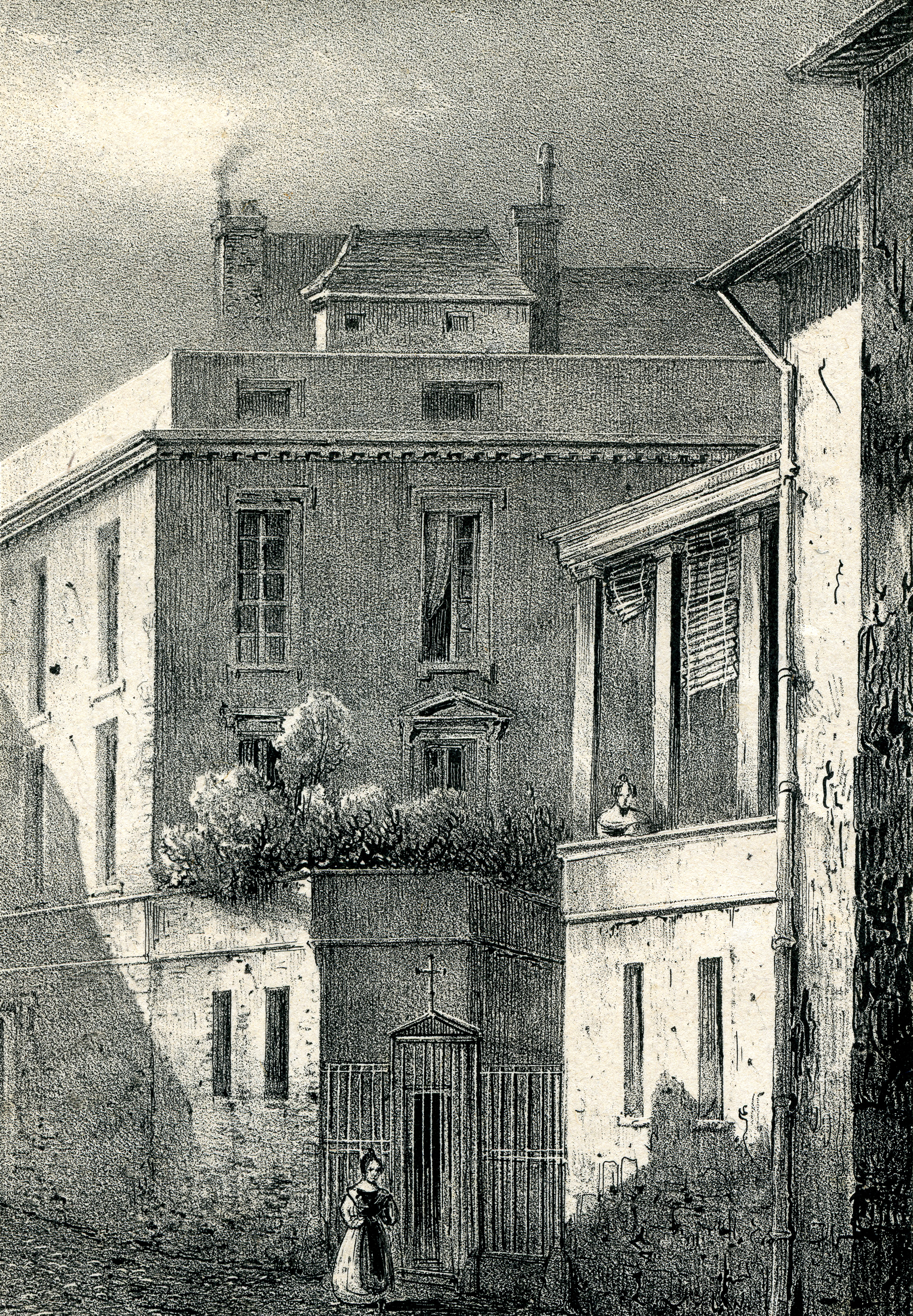
L'abbaye-aux-Bois, lithographie de Jean-Jacques Champin, XIXe siècle.

#### Le séjour de Juliette Récamier
C'est dans l'aile transformée en maison de repos (à l’emplacement actuel de la rue Juliette-Récamier) que Madame Récamier, touchée par un revers de fortune, vécut de 1819 à 1849. Elle y occupa d’abord un petit appartement de deux pièces au troisième étage, avant de déménager pour un autre plus vaste au premier en 1829, où elle put disposer ses œuvres d’art comme elle le souhaitait. Elle y tint un salon qui devint l’un des plus importants en Europe dans le domaine de la littérature. Présidé par Chateaubriand, à qui Madame Récamier dévoua alors son existence, il fut fréquenté par de jeunes écrivains comme Lamartine, Sainte-Beuve, Balzac, et contribua à leur reconnaissance.
Chateaubriand, dans les Mémoires d'outre-tombe, décrit les lieux : « La chambre à coucher était ornée d'une bibliothèque, d'une harpe, d'un piano, du portrait de Mme de Staël et d'une vue de Coppet au clair de lune ; sur les fenêtres étaient des pots de fleurs. Quand, tout essoufflé après avoir grimpé trois étages, j'entrais dans la cellule, aux approches du soir, j'étais ravi : la plongée des fenêtres était sur le jardin de l'Abbaye, dans la corbeille verdoyante duquel tournoyaient des religieuses et couraient des pensionnaires. La cime d'un acacia arrivait à la hauteur de l'œil. Des clochers pointus coupaient le ciel et l'on apercevait à l'horizon les collines de Sèvres. Le soleil mourant dorait le tableau et entrait par les fenêtres ouvertes ».

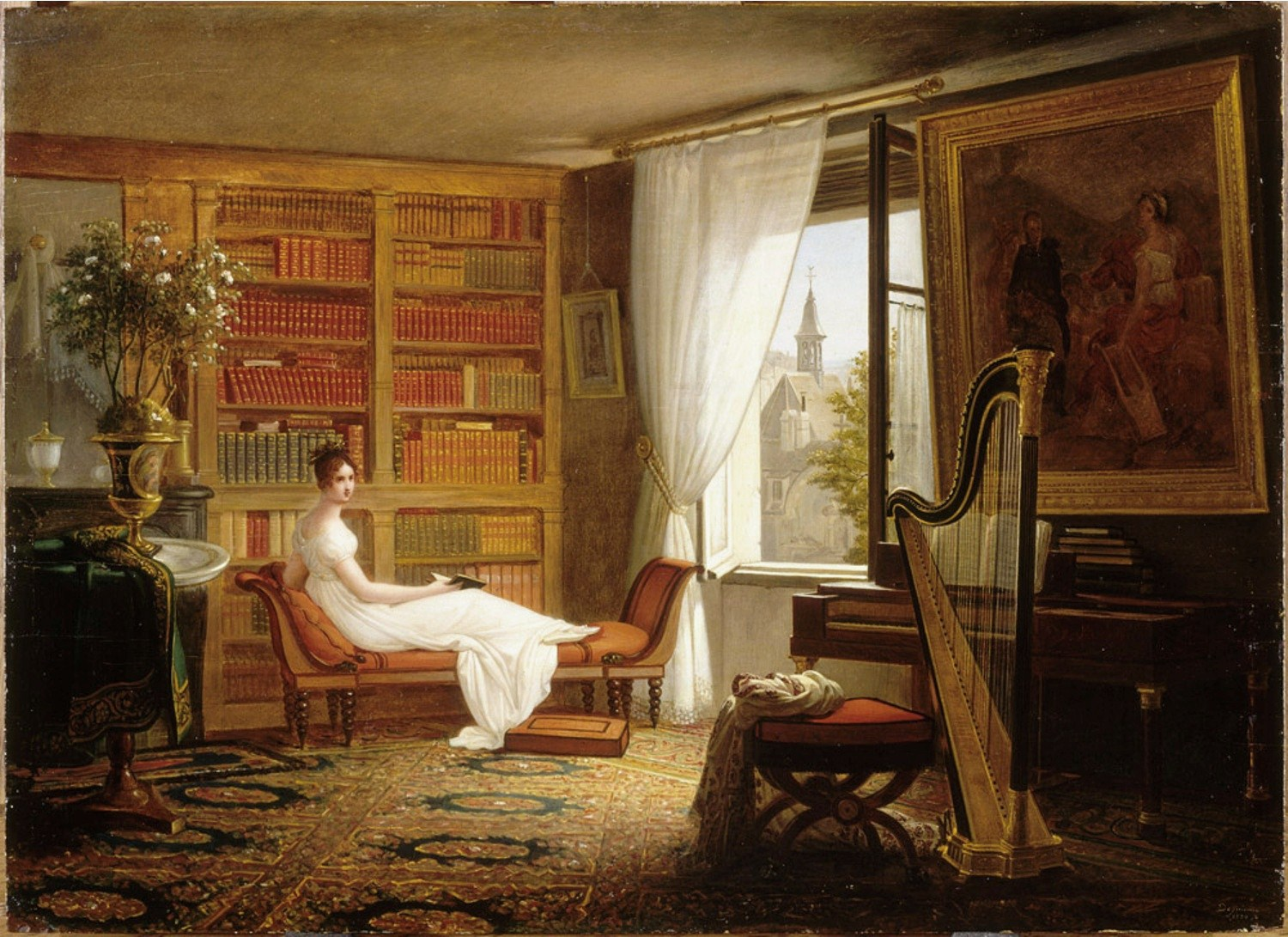
La Chambre de Madame Récamier à l'Abbaye-aux-Bois,
par François-Louis Dejuinne, 1826,
musée du Louvre.

### La destruction du couvent
En 1904, les lois supprimant l'enseignement congréganiste portent le coup de grâce au monastère. Ce qui restait de l'ancien monastère fut détruit en 1907 lors de l'agrandissement d'une partie de la rue de Sèvres et les terrains récupérés contribuèrent à la création de la rue Juliette-Récamier et du square Roger-Stéphane.
Peu de temps avant sa destruction, Huysmans décrivait avec nostalgie la « vieille et dévote chapelle où, certains dimanches, à la messe de neuf heures, derrière la treille de la clôture, une voix frêle de nonne chante sans accompagnement le Kyrie Eleison et alterne, seule, avec le grand orgue ; et le contraste est si violent de cette pauvre voix de linon que rien ne soutient et qui implore au travers de la grille, et de cette tempête majestueuse de l’orgue qui reprend à son tour la même plainte et l’amplifie, la roule et l’emporte sous les voûtes, que l’on souffre d’une sorte de malaise et de froid. L’on a bien l’idée alors du néant que l’on est ; l’on se sent, soi-même, piteux et délaissé comme cette voix et l’on attend presque avec angoisse la réponse de l’instrument, pour se réchauffer et se ranimer, pour s’alléger aussi de cette vague impression que l’on éprouve d’avoir l’âme tombée par terre et prête à crier, ainsi qu’un moutard qui s’étale et se prépare à pleurer quand on le relève ».
Sur l'emplacement du cloître fut élevé en 1919 le théâtre Récamier, salle qui hébergea Jean Vilar et la Compagnie Renaud-Barrault expulsée de l'Odéon après mai 1968. Cette troupe occupera la salle jusqu'en 1975 : c'est aujourd'hui une salle de répétition de la Comédie-Française.

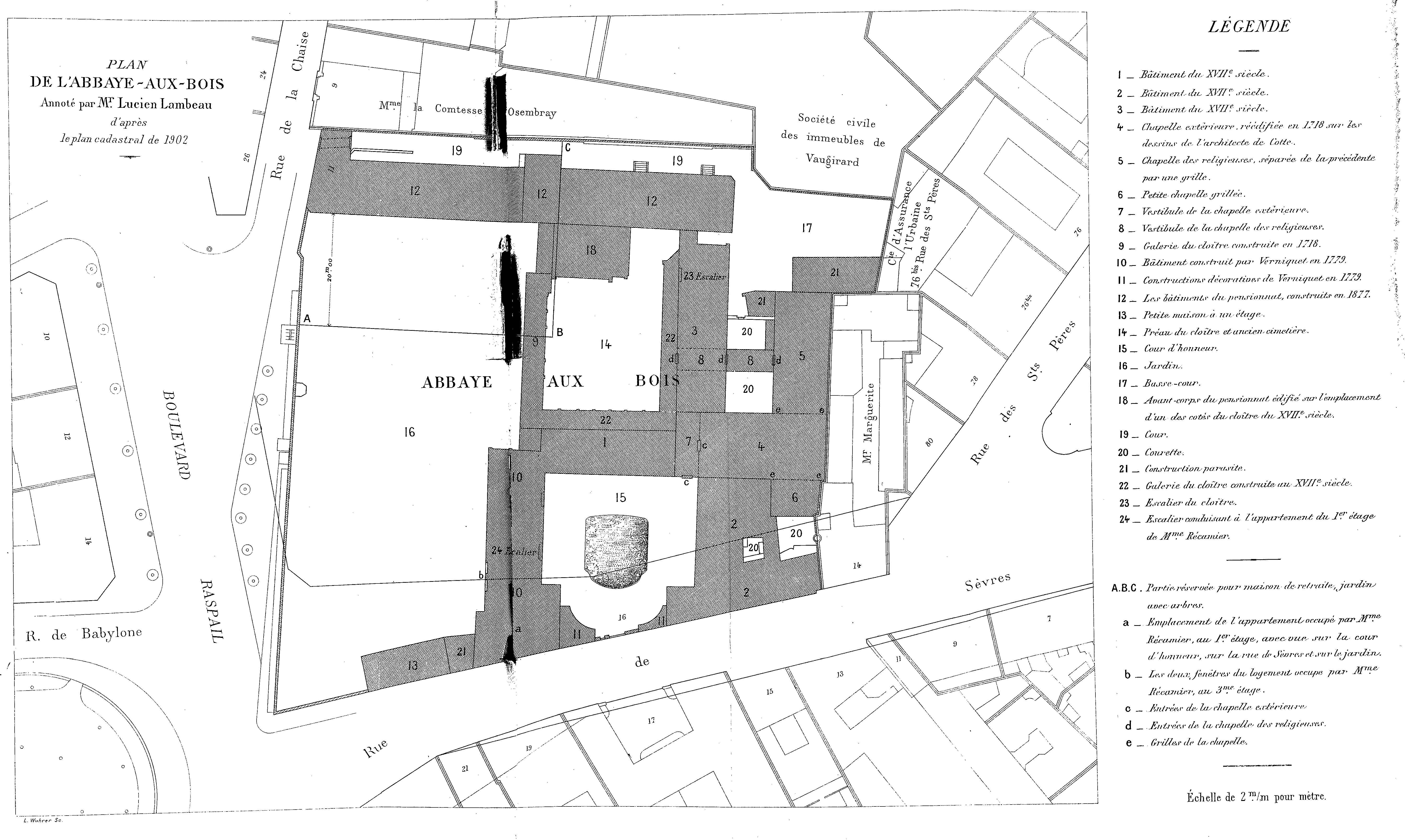
Plan de l'abbaye-aux-Bois vers 1905.

## Sources
- Le témoignage d'Hélène Massalska, future princesse de Ligne, qui a été pensionnaire à l'abbaye entre 1771 et 1778 a été publié de façon intégrale dans Apolline Hélène Massalska, Mémoires d'une écolière à l'Abbaye-aux-Bois à Paris (1771-1779), Oron-le-Châtel, Association pour la conservation du château d'Oron, 2014. Des extraits sont cités par Lucien Perey [Clara Adèle Luce Herpin], Histoire d'une grande dame au XVIIIe siècle : la princesse Hélène de Ligne, Paris, Calmann-Lévy, 1888,  En ligne.

### Ouvrages de fiction
- L'Abbaye aux bois, ou la Femme de chambre, pièce en 3 actes et en 6 tableaux, par René-Charles Guilbert de Pixerécourt et Pierre-Henri Martin, dit Lubize (1832)